# Syzygium kalahiense
Syzygium kalahiense är en myrtenväxtart som beskrevs av Pieter Willem Korthals. Syzygium kalahiense ingår i släktet Syzygium och familjen myrtenväxter. Inga underarter finns listade i Catalogue of Life.